# Stelios Coucounaras
Stelios Coucounaras (født 12. maj 1936 i Athen, Grækenland) er en græsk komponist og pianist.
Coucounaras studerede komposition og klaver privat I Athen hos Maria Poulaki og Marios Varvoglis. Han studerede senere på Musikkonservatoriet i Hamborg. Han har skrevet 4 symfonier, orkesterværker, kammermusik, koncertmusik, filmmusik etc. Coucounaras er inspireret af Paul Hindemith, sydamerikansk tangomusik, arabiskmusik og græsk folklore.

## Udvalgte værker
- Symfoni nr. 1 - for orkester
- Symfoni nr. 2 - for orkester
- Symfoni nr. 3 - for orkester
- Symfoni nr. 4 - for orkester